# Prima spedizione antartica sovietica

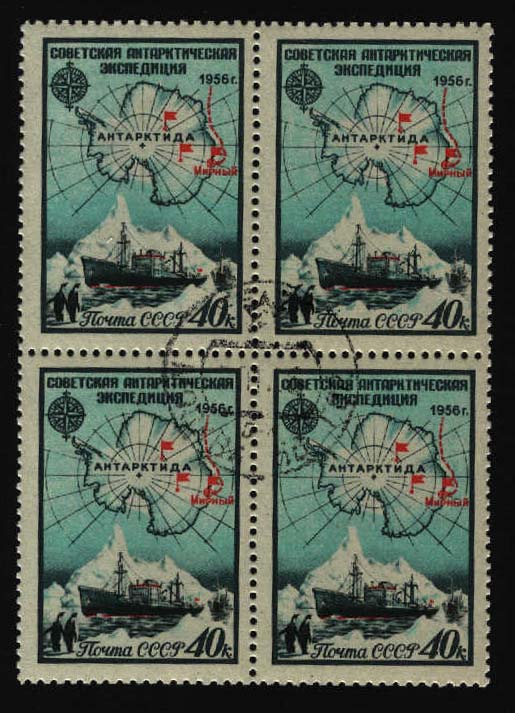
Francobolli del 1956 dedicati alle basi antartiche sovietiche

La prima spedizione antartica sovietica fu condotta dal 30 novembre 1955 al 1957. Era comandata dall'esploratore e oceanografo Michail Somov e coinvolgeva 127 membri della spedizione e 75 membri dell'equipaggio delle navi utilizzate per il trasporto. Il vice responsabile scientifico della spedizione era V. G. Kort.

## Organizzazione
Per il trasporto dei membri e delle attrezzature della spedizione furono impiegate tre navi azionate da motori a trasmissione mista diesel-elettrica. 
Le navi erano:
- RV Ob, l'ammiraglia al comando del capitano I. A. Man; si trattava di un rompighiaccio di 130 m di lunghezza e 12.600 tonnellate di stazza.
- RV Lena, al comando del capitano A. I. Vetrov; anch'essa era un rompighiaccio di 130 m di lunghezza e 12.600 tonnellate di stazza.
- la nave frigorifera N. 7, al comando del capitano M. A. Tsygankov, utilizzata per il trasporto delle vettovaglie.

L'ammiraglia RV Ob lasciò il porto di Kaliningrad il 30 novembre 1955.

## Scopo
Lo scopo principale della spedizione era organizzare la prima base permanente sovietica in Antartide, la stazione Mirnyj situata nei pressi della costa; pertanto la prima spedizione antartica sovietica si limitò a svolgere un numero limitato di osservazioni scientifiche. Furono inoltre svolti compiti di ricognizione per individuare all'interno dell'Altopiano Antartico i siti dove posizionare le successive basi Vostok e Sovetskaya, realizzate nel 1957 in occasione dell'Anno geofisico internazionale. Nel corso della rotta verso l'Antartide furono condotti anche studi oceanografici nell'Oceano Indiano.